# Lastaurax lanei
Lastaurax lanei är en tvåvingeart som beskrevs av Carrera 1949. Lastaurax lanei ingår i släktet Lastaurax och familjen rovflugor. Inga underarter finns listade i Catalogue of Life.